# Jeong You Jeong
Jeong Yu-jeong
Jeong You Jeong (정유정, romanisation préférée par l'auteur selon LTI Korea) ou Jeong Yu-jeong, née le 15 août 1966, est une écrivaine sud-coréenne.
Ses œuvres principales sont Shoot me in the Heart (내 심장 을 쏴라, « Tire dans mon cœur »), roman sur des jeunes en quête de liberté qui veulent s'échapper d'un hôpital psychiatrique ; Les nuits de sept ans (7 년 의 밤), roman sur l'histoire d'un père qui a été forcé de devenir un meurtrier, et d'un garçon qui grandit comme le fils du meurtrier ; 28, portant sur la fin du monde provoquée par une épidémie d'origine hydrique ; et Généalogie du mal, sur l'intériorité d'un tueur psychopathe.
Les films Shoot Me in the Heart et Seven Years of Night sont adaptés de ses œuvres.

## Biographie
Jeong You Jeong est née le 15 août 1966 dans le comté de Hampyeong, dans la province de Jeolla du Sud. Catholique, elle est diplômée du Christian Nursing College de Gwangju. Elle a ensuite travaillé comme infirmière pendant cinq ans et au service d'examen et d'évaluation de l'assurance maladie pendant neuf ans. Son expérience professionnelle a servi de base à la construction de ses récits réalistes et de ses structures narratives pour ses romans, Shoot Me in the Heart (내 심장 을 쏴라, « Tire dans mon cœur ») et Les nuits de sept ans (7 년 의 밤).
Jeong You Jeong avait rêvé de devenir écrivaine dans son enfance, mais ne pouvait pas réaliser ce but en raison de la désapprobation de sa mère. Son oncle était un dramaturge décédé des suites de la pauvreté au début de la quarantaine, et sa mère craignait que sa fille connaisse un sort similaire. Jeong est également connue pour sa persévérance à devenir écrivain. Elle a été rejetée par 11 concours en six ans et s'est engagée à ne plus jamais écrire si elle était à nouveau rejetée. Elle a soumis le Camp de printemps de Nae insaeng-ui (내 인생 의 스프링) au concours de littérature jeunesse Segye et a gagné à 41 ans.
Son roman Shoot Me in the Heart (내 심장 을 쏴라, « Tire dans mon cœur ») fait allusion à sa jeunesse. Alors qu'elle travaillait comme infirmière en soins intensifs dans la vingtaine, sa mère est décédée et a forcé Jeong à être le soutien de famille. Elle a dit qu'elle avait enduré cette période de sa vie en gardant l'espoir d'arriver dans un endroit chaud et ensoleillé une fois sa difficulté passée. Dans le livre, le rêve de liberté de Seungmin imaginant l'Annapurna était également le souhait de l'auteur. Après avoir écrit son roman 28, elle est allée à l'Annapurna, et sur la base de cette expérience, elle a publié le livre Jeong You Jeong's Himalaya Hwansangbanghwang (정유정 의 히말라야 환상 방황 « L'errance de Jung Yu-jeong dans le fantasme himalayen »).
Deux des romans de Jeong ont été adaptés au cinéma en raison l'intensité de leur intrigue. Shoot Me in the Heart (내 심장 을 쏴라) a été adapté en un film sorti en 2015 par le réalisateur Mun Che-yong et mettant en scène Yeo Jin-goo et Lee Min-ki. Seven Years of Night (7 년 의 밤) a été produit avec Choo Chang-min en tant que réalisateur et mettant en scène Jang Dong-gun et Ryoo Seung-ryong. Son œuvre récente Généalogie du mal (종 의 기원) a également été choisie par un studio de cinéma et devrait être adaptée au cinéma.

## Écrits
Les débuts littéraires de Jeong You Jeong dans les années 2010 ont choqué le cercle littéraire coréen. En effet, par rapport à d'autres écrivains coréens qui avaient fait leurs débuts dans le cadre de nouveaux concours d'écrivains ou de revues littéraires, qui écrivent des œuvres en exposant la psychologie humaine sur de vrais sentiments sur la vie, Jeong You Jeong avait activement mis en scène des sujets spécifiques en créant une intrigue sur ces sujets.
Dans Shoot Me in the Heart (내 심장 을 쏴라, « Tire dans mon cœur »), Jeong You Jeong fait la satire de toute la société coréenne à travers le cadre d'un hôpital psychiatrique et raconte l'histoire de deux jeunes hommes qui tentent de s'échapper. Shoot me in the Heart (내 심장 을 쏴라), qui a été sélectionné comme lauréat du «Segye Literature Award», a été soutenu par des juges plus jeunes, mais n'a pas été accueilli favorablement par les juges plus âgés. Pour cette raison, on a dit qu'il y avait deux sessions de votes secrets. Le critique littéraire Kim Hwayoung et l'écrivain Hwang Sok-yong, les juges de l'époque, avaient déclaré que l'œuvre avait une faiblesse en ce que l'histoire était « difficile à passer au début », mais aussi qu'elle « fait douter sincèrement à travers la métaphore de la façon dont la vie tourne en rond malgré des rêves et des tentatives d'évasion constants ».
L'œuvre majeure de Jeong Les nuits de sept ans (7 년 의 밤) est structurée en récits séparés d'une histoire survenue sept ans auparavant, lorsque le tragique incident de MV Seryeong s'est produit, et une autre de nos jours dans laquelle un homme errant dans la vie et marqué comme un meurtrier son fils reçoit des nouvelles de l'exécution de son père. Le fils tente de résoudre les mystères de l'incident. Comme le dit l'auteur, elle est fan d'Hemingway, de Charles Dickens et de Stephen King, elle utilise des descriptions méticuleuses et un récit qui stimule la tension. L'écrivain Park Bum Shin a hautement loué Jeong You Jeong pour avoir « ouvert un nouvel horizon pour les romans par la sincérité littéraire, des récits dynamiques et des appels audacieux au lecteur » et qu'elle est un monstre de la littérature coréenne, une « Amazone ».
28 parle de la fin du monde provoquée par une épidémie d'origine hydrique, tandis que Généalogie du mal (종 의 기원) traite de l'origine du mal dans le peuple.

## Œuvres

### Romans pour jeunes adultes
- Camp de printemps de Nae insaeng-ui (내 인생 의 스프링 캠프), Biryongso, 2007  (ISBN 9788949120768)

### Romans
- Nae Shimjangeul Sswara (내 심장 을 쏴라), Eunhaengnamu, 2009,  (ISBN 9788956602998)
- Chilnyeonui bam (7 년 의 밤 Sept ans d'obscurité), Eunhaengnamu, 2011
- 28, Eunhaengnamu, 2013  (ISBN 9788956607030)
- Jong-ui Giwon (종 의 기원 The Origin of Species) (The Good Son en anglais), Eunhaengnamu, 2016  (ISBN 9788956609959)

### Recueils d'essais
- Jeong You Jeong's Himalaya Hwansangbanghwang (정유정 의 히말라야 환상 방황 Jeong You Jeong's Fantastic Wandering in the Himalaya), Eunhaengnamu, 2014  (ISBN 9788956607726)

### Œuvres traduites
- Généalogie du mal (français)
- O Bom Filho (portugais)
- Les Nuits de sept ans (français)
- Sieben Jahre Nacht (allemand)
- 28 天 (chinois)
- 7 năm bóng tối (vietnamien) et autres
- Bonobo  2021 éditions Picquier. Titre original : Jin-yi et Jonny.  (ISBN 978-2-8097-1564-4)

## Récompenses
- 2007 1er prix au Concours de littérature jeunesse Segye pour le camp de printemps Nae insaeng-ui (내 인생 의 스프링 캠프 Camp de printemps de ma vie).
- 2009 5e Prix de littérature Segye pour Shoot Me in the Heart (내 심장 을 쏴라).

## Adaptations cinématographiques
- Seven Years of Night (2018), réalisé par Choo Chang-min.
- Shoot Me in the Heart (2015), réalisé par Mun Je-yong.